# Рехтенбах
Рехтенбах (њем. Rechtenbach) општина је у њемачкој савезној држави Баварска. Једно је од 40 општинских средишта округа Мајна-Шпесарт. Према процјени из 2010. у општини је живјело 1.020 становника. Посједује регионалну шифру (AGS) 9677172.

## Географски и демографски подаци
Рехтенбах се налази у савезној држави Баварска у округу Мајна-Шпесарт. Општина се налази на надморској висини од 338–530 метара. Површина општине износи 2,1 km². У самом мјесту је, према процјени из 2010. године, живјело 1.020 становника. Просјечна густина становништва износи 488 становника/km².